# Dianleucauge deelemanae
Genre
Espèce
Dianleucauge deelemanae, unique représentant du genre Dianleucauge, est une espèce d'araignées aranéomorphes de la famille des Tetragnathidae.

## Distribution
Cette espèce est endémique du Yunnan en Chine,.

## Étymologie
Cette espèce est nommée en l'honneur de Christa Laetitia Deeleman-Reinhold.

## Publication originale
- Song & Zhu, 1994 : On some species of cave arachnids of China. Sixtieth Anniversary of the Founding of China Zoological Society: Memorial Volume Dedicated to the Hundredth Anniversary of the Birthday of the Late Prof. Sisan Chen (Z. Chen), China Science and Technology Press, Beijing, p. 35-46.